# Alex Meenhorst
Alexander Meenhorst (Auckland, 26 februari 1987) is een Nieuw-Zeelands voormalig wielrenner.

## Belangrijkste overwinningen
2005
 Oceanische Spelen, Beloften
2007
 Oceanisch kampioenschap op de weg, Beloften
2010
2e etappe Ronde van de Elzas
2011
4e etappe Ronde van Southland
2012
Paris-Mantes-en-Yvelines

## Ploegen
- 2009 –  Nazionale Elettronica New Slot-Hadimec
- 2010 –  Team NetApp
- 2011 –  Team Differdange/Magic-Sportfood.de
- 2012 –  Team Differdange/Magic-Sportfood.de